# Station Ingene-Immer
Station Ingene-Immer is een voormalige spoorweghalte langs spoorlijn 15 in de gemeente Leopoldsburg, tussen de stations van Balen en Leopoldsburg. De halte was in gebruik van 1912 tot 1920 en werd vanuit het station Leopoldsburg beheerd.
1,3: Krijgsbaan ·
2,8: Liersebaan ·
3,9: Boechout ·
4,9: Vos ·
6,4: Boshoek ·
9,3: Lier ·
11,1: Lisp ·
12,8: Kessel ·
16,3: Nijlen ·
21,9: Bouwel ·
24,1: Wolfstee ·
26,4: Herentals-Kanaal ·
28,0: Herentals ·
34,0: Olen ·
37,1: Larum ·
40,1: Geel ·
46,5: Millegem ·
49,3: Mol ·
54,0: Balen ·
Ingene-Immer ·
62,8: Leopoldsburg ·
Beverlo ·
68,0: Beringen-Mijn ·
71,2: Beringen ·
74,6: Heusden ·
78,0: Zolder ·
80,2: Houthalen ·
83,3: Kolveren ·
84,9: Zonhoven ·
86,6: Zonhoven-Badplaats